# Maureen Tuimalealiifano
Maureen Tuimalealiifano (właśc. Aloema Maureen Tuimalealiifano, ur. 17 października 1970 w Saleimoa) – samoańska łuczniczka. Wystartowała w zawodach indywidualnych na igrzyskach w 2012. W rundzie rankingowej zajęła 63. miejsce z wynikiem 520 pkt. W pierwszej rundzie przegrała z Koreanką Lee Sung-jin 6:0.